# 坎貝爾2B號鎮區 (密蘇里州格林縣)
坎貝爾2B號鎮區（英語：Campbell No. 2B Township）是位於美國密蘇里州格林縣的一個行政鎮區。

## 地方資料
坎貝爾2B號鎮區的面積為9.18平方千米，皆為陸地。根據2020年美國人口普查的數據，當地共有人口3743人，而人口密度為每平方千米407.73人。